# Ewakuacja

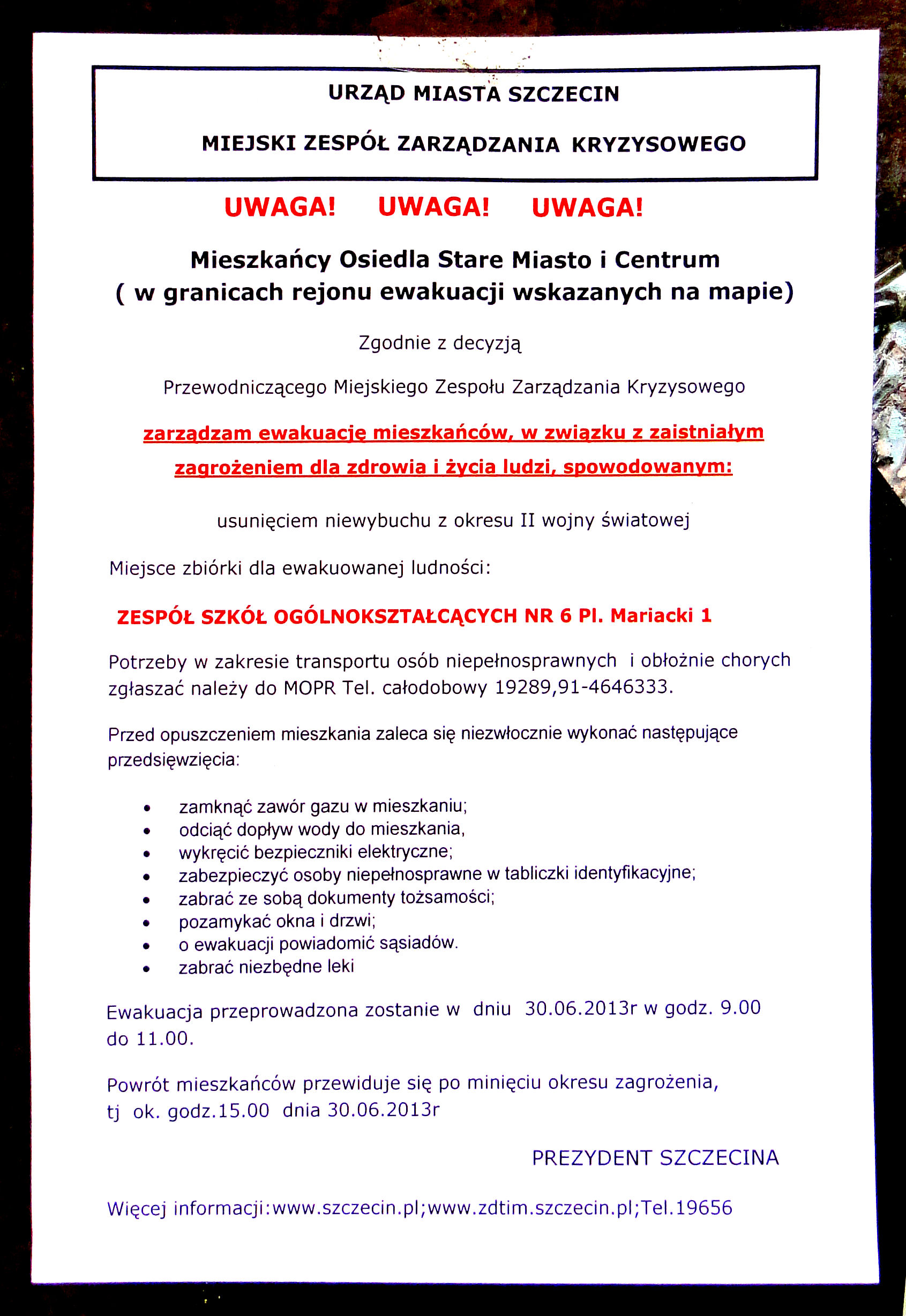
Ogłoszenie o ewakuacji, Szczecin, 30.06.2013

Ewakuacja (łac. evacuatio – ‘opróżnianie; znikanie’ od ex ‘od, z czego’ i vacuum ‘pustka’) – zorganizowane przemieszczenie ludzi, czasem wraz z dobytkiem, z miejsca, w którym występuje zagrożenie, na obszar bezpieczny.
Ewakuacja może być zarówno działaniem na stosunkowo niewielką skalę, jak na przykład wyprowadzenie ludzi z pojedynczego budynku zagrożonego pożarem, jak również może stanowić dużą i złożoną akcję logistyczną, jak w przypadku terenów zagrożonych przez nieprzyjaciela podczas działań wojennych, lub obszarów dotkniętych żywiołem (np. podczas powodzi).
W wojskowości termin ten może oznaczać skryte wycofanie ludzi lub jednostek z terenu przeciwnika.

## Rodzaje ewakuacji[według kogo?]
- planowana

Polega na zawczasu przygotowanym przemieszczeniu ludności z rejonów przewidywanych działań sił zbrojnych lub przyległych do zakładów pracy oraz obiektów hydrotechnicznych i innych, stanowiących – w razie uszkodzenia lub awarii – potencjalne zagrożenie dla ludności. Przygotowuje się ją w czasie pokoju, a realizuje w okresie wojny oraz w sytuacjach wystąpienia symptomów zagrożenia.
- doraźna

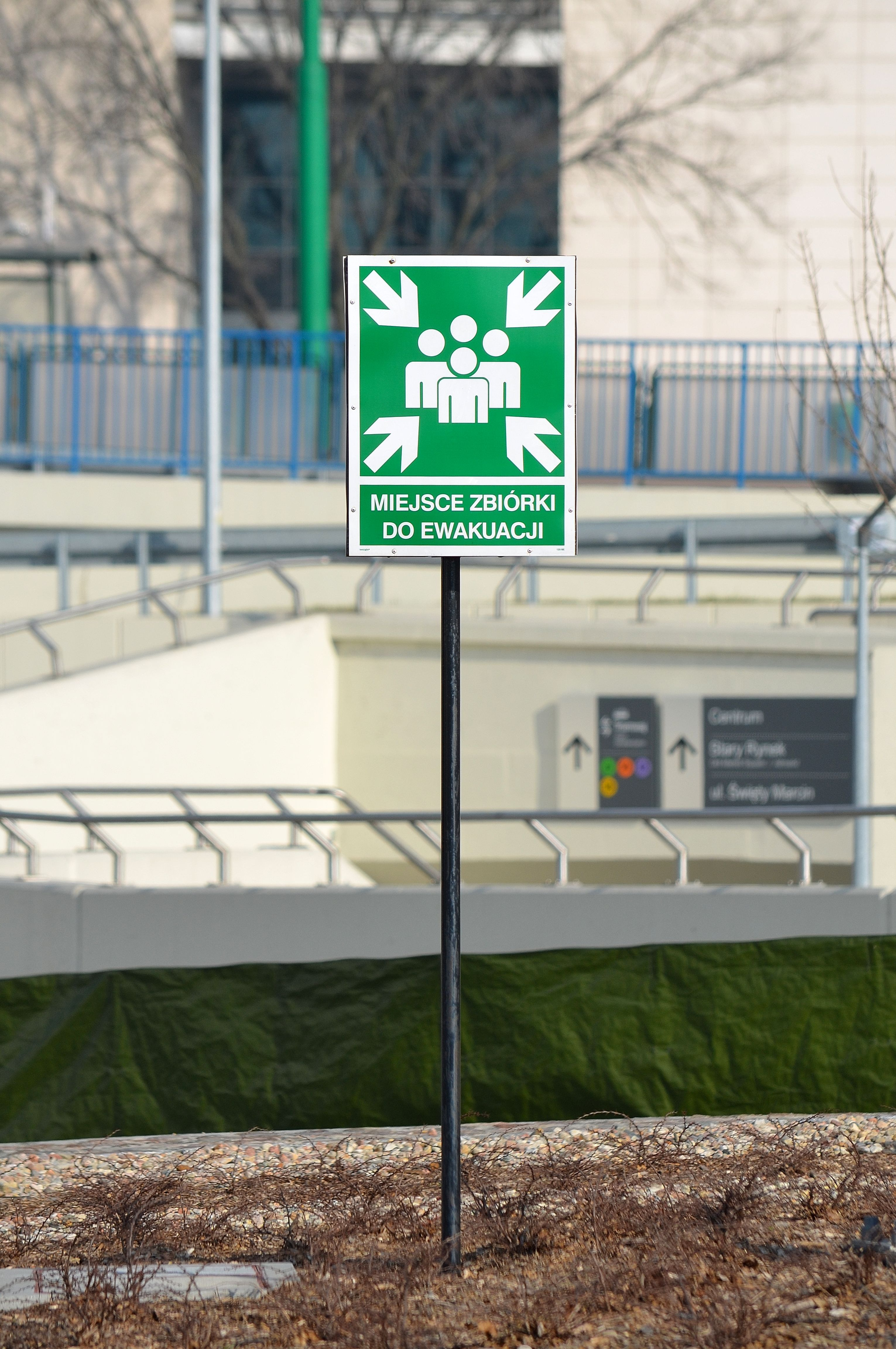
Oznaczenie miejsca zbiórki do ewakuacji

Polega na natychmiastowym przemieszczeniu ludności z rejonów, w których wystąpiło bezpośrednie zagrożenie dla życia i zdrowia oraz natychmiastowym skierowaniu jej do rejonu ewakuacyjnego.
Zarówno wśród tego pierwszego, jak i drugiego rodzaju możemy wyróżnić takie ewakuacje specjalistyczne jak ewakuacja medyczna (np. w szpitalach, na polu walki), a jest ona dzielona na ewakuacje wewn. i zewn., ewakuacja kompleksowa np. miasta, dzielnicy itp. oraz ewakuacja wieloprofilowa...

## Zasady ewakuacji[według kogo?]
- Ewakuacji nie powinno się planować ani prowadzić do:
  - rejonów leżących w pobliżu wielkich okręgów przemysłowych, komunikacyjnych oraz ważnych obiektów wojskowych;
  - rejonów przewidywanych i prowadzonych działań zbrojnych;
  - rejonów przewidywanych zagrożeń (zatopieniami, tąpnięciami itp.);
- Ewakuacji planowej podlegają wszystkie osoby z wyjątkiem:
  - osób mających karty mobilizacyjne do sił zbrojnych lub karty mobilizacyjno-organizacyjne do jednostek podlegających militaryzacji;
  - członków formacji obrony cywilnej i służb ratowniczych;
  - pracowników zakładów pracujących na rzecz obrony kraju i zapewniających środki do przetrwania ludności;
  - osób, którym powierzono ochronę pozostawionego mienia.
- W procesie ewakuacji biorą udział jednostki organizacyjne zapewniające m.in. opiekę medyczną, transport, warunki socjalno-bytowe oraz porządek i bezpieczeństwo.
- Do ewakuacji wykorzystuje się wszelkie dostępne środki transportu (głównie kolejowego i samochodowego). W razie braku odpowiedniej ilości tych środków, ewakuacji można prowadzić sposobem kombinowanym (z udziałem środków przydzielonych i własnych) bądź pieszo.

## Elementy organizacyjne zabezpieczające proces ewakuacji[według kogo?]
Elementy organizacyjne ewakuacji (przyjęcia) ludności tworzy się (z wyjątkiem punktów pomocy medycznej i punktów pomocy technicznej) na bazie komórek organizacyjnych prowadzących sprawy ewidencji ludności.
- W rejonach objętych ewakuacją tworzy się:
  - szpitale polowe (SP)
  - rejon kierowania (RK)
  - strefy segregacji (triage)
  - rejony ewakuacyjne (RE)
  - punkty ewidencyjno-informacyjne (PEI);
  - punkty zbiórki (PZb);
  - punkty załadowcze (PZ);
  - tymczasowe miejsca dla LPR (HEMS)
  - miejsca dla pojazdów ratowniczych, wozów zabezpieczenia technicznego, pojazdów medycznego wsparcia i tymczasowe parkingi
  - dodatkowe punkty pomocy medycznej np. dla RM(PPM).
- Na trasach ewakuacji tworzy się:
  - punkty pomocy medycznej (PPM);
  - punkty pomocy technicznej (PPT).
- W docelowym miejscu przeznaczenia tworzy się:
  - punkty wyładowcze (PW);
  - punkty rozdzielcze (PR).

## Zabezpieczenie procesu ewakuacji[według kogo?]
W skład zabezpieczenia przebiegu procesu ewakuacji ludności wchodzi:
- Zabezpieczenie transportowe
  - polega na precyzyjnym zaplanowaniu niezbędnej ilości środków transportowych do przewozu ewakuowanej ludności z rejonów ewakuacji do rejonów rozmieszczenia. W planowaniu środków transportowych należy uwzględnić: transport kolejowy, transport samochodowy, własne środki transportowe ewakuowanej ludności oraz (w przypadku braku możliwości zapewnienia środków transportu) ewakuację pieszą, zapewnienie transportu medycznego, w tym pojazdy do transportu wielu rannych oraz Lotniczego Pogotowia Ratunkowego.
- Zabezpieczenie medyczno-sanitarne
  - doraźna pomoc przedlekarska oraz ratowniczo medyczna
  - opieka sanitarno-epidemiologiczna
  - procedury dekontaminacji
  - ewakuacja medyczna i jej koordynacja
- Zabezpieczenie techniczne
  - zabezpieczenie techniczne ewakuacji ludności stanowią punkty pomocy technicznej i środki łączności, w które powinny być wyposażone organa i elementy ewakuacji (przyjęcia) ludności.
  - ilość i rozmieszczenie PPT określona jest w planie ewakuacji (przyjęcia) ludności.
  - środki łączności zapewniają szefowie OC.
- Zabezpieczenie porządkowo-ochronne
  - utrzymanie ładu i porządku w miejscach rozwijania PEI, PZb, PZ, PW, PR
  - ochronę mienia ewakuowanej ludności pozostawiono w rejonach ewakuacji
  - regulację ruchu na trasach przemieszczania ewakuowanej ludności
- Zabezpieczenie socjalno-bytowe (logistyczne)
  - zakwaterowanie
  - zaopatrzenie
  - zabezpieczenie artykułów konsumpcyjnych (żywność, woda, odzież, energia itp.) organizują szefowie OC województw i tych gmin, na terenie których planowane jest rozmieszczenie ewakuowanej ludności.
- Zabezpieczenie łączności
  - łączność powiadamiania – wykorzystuje się dostępne środki łączności radiowej i przewodowej, w tym regionalne rozgłośnie radiowe i telewizyjne oraz CB-radio
  - łączność kierowania i współdziałania – wykorzystuje się środki łączności telefonicznej, radiotelefonicznej, telefaksowej i internetowej. Najczęściej wykorzystywaną łącznością kierowania i współdziałania jest łączność radiotelefoniczna – CB RADIO.